# Біма (мова)
Біма (індонез. Bahasa Bima) або мбоджа (самоназва Nggahi Mbojo) — австронезійська мова, рідна мова народу мбоджа. Поширена переважно на сході індонезійського острова Сумбава і на сусідніх островах. Загальна кількість носіїв (2011 рік) — 754 тис. осіб.